# 꼬마신랑의 한
꼬마 신랑의 한은 한국에서 제작된 박윤교 감독의 1973년 범죄, 미스터리, 드라마 영화이다. 김성현 등이 주연으로 출연하였고 서종호 등이 제작에 참여하였다.

## 출연

### 주연
- 김성현
- 이승현